# Stránovští ze Sovojovic
Stránovští ze Sovojovic byli vladycký rod, který působil na Mladoboleslavsku. Poprvé se tento rod připomíná v 15. století, kdy Jaroš ze Sovojovic získal hrad Stránov u Mladé Boleslavi a začal jej používat ve svém přídomku. Jan byl jedním z velkých přívrženců Jiřího z Poděbrad a také se v roce 1448 podílel na obsazení Prahy. Stránovští postupně vlastnili mimo jiné Kříčov, Niměřice, Vlašim a Chotělice. Rod vymřel roku 1617 Markvartem Stránovským, avšak nepřímá rodová linie se jménem Sojovský stále přetrvává.

## Historie jména
Rod nejspíše pocházel z vesnice Sojovice, která se dříve jmenovala Sovojovice. Stránovští se jmenovali podle vlastnictví stejnojmenného hradu.

## Erb
Štít spolu s šachovnicí šest krát sedm kostek, každá z nich je šikmo rozpůlená, nahoře stříbrná, dole střídavě modrá, zlatá a červená. Na helmě s korunou jsou složená křídla, přední stříbrné s brky modrozlatým, modročerveným, zlatěčerveným, zlatěmodrým a poslední je modré. Zadní křídlo napříč je červené, modré a zlaté. Krydla vpravo modrostříbrná, vlevo červenozlatá.